# 莊士敦 (香港行政官)
莊士敦（1812年6月14日—1888年1月21日），蘇格蘭裔英國殖民地官員。1841至1842年間曾兩度擔任英屬香港護理行政官，先後署理首任及第二任香港行政官（香港總督之前身）查理·義律爵士及砵甸乍爵士之職務。1843年，砵甸乍正式擔任首任港督，莊士敦旋即獲砵甸乍委任為香港議政局（今行政會議）兼定例局（今立法會）官守議員。1845年，莊士敦以其研究中國自然史的學術貢獻，獲選英國皇家學會院士。
1929年，位處香港灣仔、原名「海旁東」（Praya East）的道路，乃以莊士敦之姓氏更名為莊士敦道（Johnston Road），以紀念及表揚其在任英屬香港殖民地官職時之功績。:112-113

## 早年
莊士敦在1812年6月14日於英屬錫蘭科倫坡出生， 是時任英屬錫蘭首席按察司亞歷山大·莊士敦爵士的三子，:452:55 具蘇格蘭血統。
1828年，莊士敦加入英屬毛里裘斯殖民地政府從事文書工作，:55 不久被調至駐當地殖民地大臣辦公室，任職文員。:135 1833年，毛里裘斯經濟狀況欠佳，莊士敦向殖民地政府遞交辭呈後離職，並返回英格蘭。:55

## 外交及殖民地事務生涯
1833年，英國東印度公司在中國的貿易壟斷始遭剝奪，莊士敦遂被派往廣州，擔任其表兄、時為首位英國駐華商務總監律勞卑勳爵的私人祕書。:55 1834年10月11日，律勞卑於澳門病逝， 駐華商務總監一職由戴維斯爵士接任，莊士敦則兼任駐華商務總監辦事處祕書及司庫。1835年1月，莊士敦接替退休的戴維斯擔任三級英國駐華商務總監，翌年11月升任二級英國駐華商務總監。1837年，該兩職位皆遭裁撤，莊士敦接任成為副駐華商務總監，隸屬時任駐華商務總監暨英方全權代表查理·義律。:135:55
在第一次鴉片戰爭（1839至1842年）期間，莊士敦於1841年3月13至15日登上東印度公司汽輪兵艦復仇女神號，參加了從澳門赴廣州的西江探險。:139 同年6月22日，當時同時兼任香港行政官的義律奉命領兵北上中國大陸，參與第一次鴉片戰爭，莊士敦遂獲委任為香港護理行政官，署理義律於香港的職務。及後，義律為大清私擬的議和草約《穿鼻草約》，因義律與大清代表琦善談判破裂而淪為一紙空文。5月14日，英國外交大臣巴麥尊勳爵抨擊義律與大清談判無果，英國政府遂將義律撤職並召回倫敦。:16-17 8月10日，砵甸乍從英國來華，取代義律擔任英方全權代表兼香港行政官。8月22日，砵甸乍北上參戰，繼續委任莊士敦為護理行政官。:351-352:56 任內，莊士敦根據義律規劃香港城市發展的政策，下令開發香港島土地，並將之劃分為海事、市鎮及市郊用地。11月，莊士敦向砵甸乍呈交了有關香港規劃進展的報告，敘述如發展皇后大道、駐軍赤柱、修築往香港仔的道路，以及建立裁判司署、政府檔案處及監獄等項目。莊士敦又指政府正興建房屋，籌辦土地拍賣，而不少人亦正申請發展土地。然而，莊士敦主持土地拍賣之舉，後來卻遭砵甸乍批評，皆因拍賣並未經英國政府批准。:57-58:217-218 1842年2月1日，砵甸乍回港，莊士敦首任香港護理行政官之職務亦告結束。:674 據英國歷史學家法蘭克·韋爾許評論云，莊士敦籌辦土地拍賣在當時雖並未得到英方認同，但同時正因為此舉，香港方得以發展。:142
1842年6月13日，砵甸乍再度奉命北上參戰，莊士敦遂再次獲委任為香港護理行政官。期間，砵甸乍授權莊士敦於中環一小山崗上修建一所樓高兩層的大宅，以作官邸及辦事處之用，落成後乃命名為「莊士敦樓」（Johnston House），首兩任港督砵甸乍及戴維斯後亦曾以此大樓作臨時官邸。:14-15:22-23 任內，莊士敦獲告知除興建軍營以及供從英國赴港軍屬居住的宿舍外，不得拍賣土地。:676:57-58 1842年10月，莊士敦向砵甸乍告知香港的犯罪及混亂情況，當中包括海盜猖獗，而興建於海邊的獨立房屋亦屢遭沿海寇賊侵擾。此外，監獄人滿為患，但莊士敦指自己無權對正等待審判的囚犯判刑。由此種種，乃使殖民地政府意識到其在港全面掌控治安及司法權已是刻不容緩，而容許華人分擔此兩項權利的做法實屬危險之舉。:57-58 同年12月2日，砵甸乍回港，莊士敦留任副駐華商務總監。1843年，莊士敦改任駐華商務總監助理及登記官。:685:57-58 同年4月，砵甸乍有感於香港治安不靖，急謀對策，並於4月15日致函數位身兼太平紳士的政府官員，包括莊士敦、吳士南（Richard Woosnam）、時任首席裁判官威廉·堅，以及時任船政司威廉·必打，正式提出成立登記署（今入境事務處）的方案，以登記市民資料，並限制不法分子乘香港出入境自由之便，隨意進出香港犯罪。5月5日，砵甸乍邀請上述官員籌組登記署小組（Registry Committee），又發出多封公函，著他們詳細並具體討論成立登記署的細則。:109 6月26日，砵甸乍正式獲委任成為首任港督，:379 並於8月21日委任莊士敦、威廉·堅，以及時任商務總監中文祕書兼傳譯員馬儒翰為首批香港議政局兼定例局官守議員。:445:1
1843年10月，莊士敦因病返回英國休假， 後以其曾於復仇女神號上為第一次鴉片戰爭服役，獲英國政府頒發勳章表揚。 1845年6月5日，莊士敦因其於中國任職殖民地官員期間研治中國自然史的學術貢獻，獲選英國皇家學會院士。  同年9月，莊士敦回港，復任駐華商務總監助理及登記官。 1846年6月，莊士敦再獲委任為香港議政局官守議員，以頂替獲任命成為紐芬蘭殖民地總督前，正在休假的時任香港輔政司卜魯斯。:59 1852年9月25日，駐華商務總監助理及登記官一職遭裁撤，莊士敦獲發補償津貼，:135 後於1853年返回英格蘭退休。:59

## 晚年

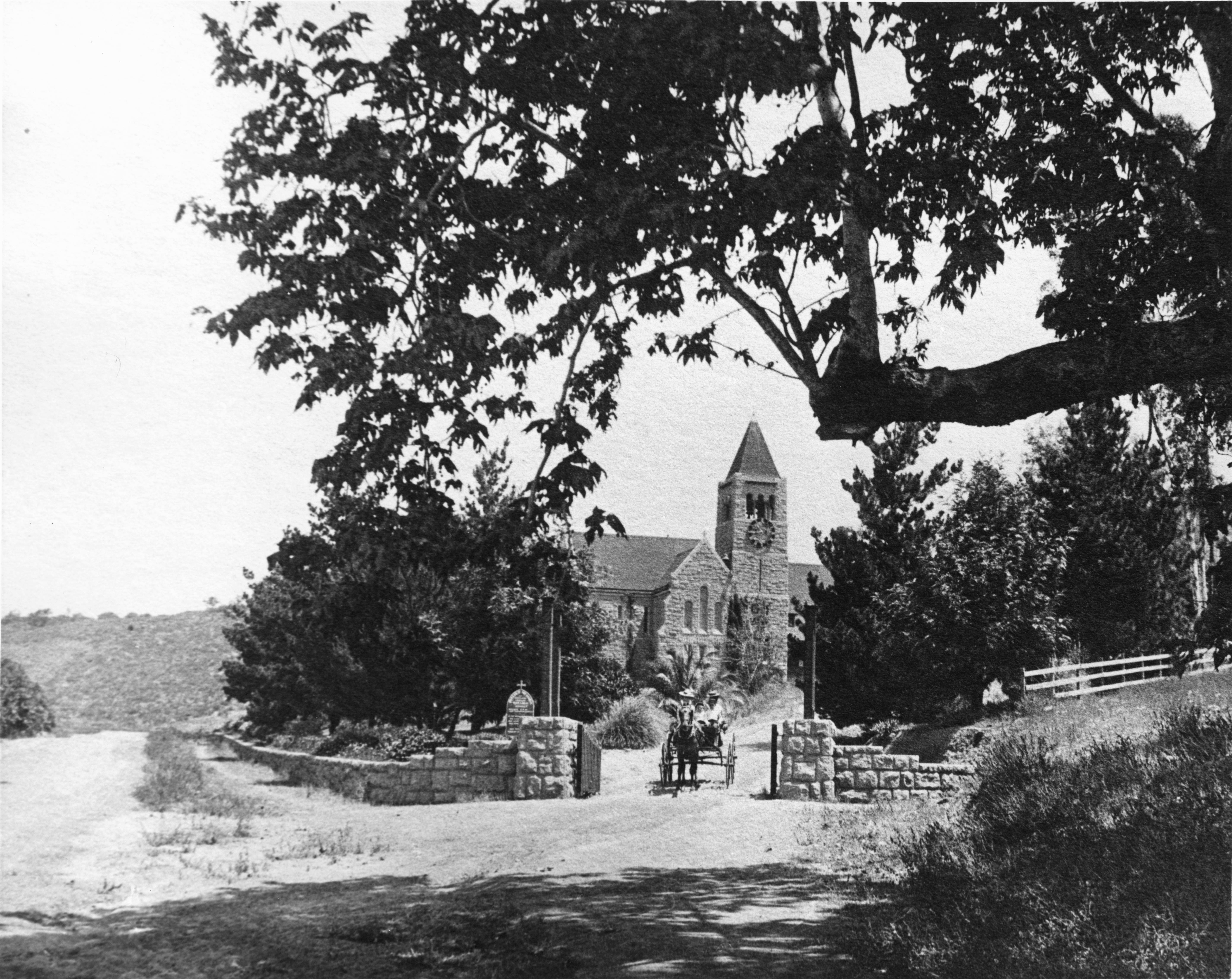
於1898年的美國加州帕薩迪納天使教堂（Church of the Angels）。

莊士敦歸英後，曾先後定居沙福郡及倫敦，並曾獲委任沙福郡太平紳士。 1856年9月30日，莊士敦於倫敦漢諾威廣場聖佐治教堂迎娶法蘭西斯·帕莉莎（Frances Ellen Palliser）。:223:788 二人育有八子二女，包括於1915年5月7日因英國皇家郵輪盧西塔尼亞號沉沒而與妻子一同罹難身亡的康威·金寶-莊士敦（Conway Campbell-Johnston），以及曾於1931至1935年擔任英國伊斯特漢姆南選區國會議員的保守黨黨員麥爾坎·金寶-莊士敦。
1883年，莊士敦偕妻子赴美國旅遊，途中到訪了位於洛杉磯的加凡扎小鎮，並從商人普魯登·波特之胞弟域陀·波特（Victor Beaudry）購下位處聖拉斐爾山脈、佔地逾2,000英畝（810公頃）的聖拉斐爾牧場（Rancho San Rafael），以用於農業和房地產發展，並將之更名為San Rafael Ranch。:52-54 其後，莊士敦之兒子接管牧場，莊士敦及其妻則返英，二人後於1888年重訪牧場。牧場乃用作放牧牲畜，並建有不少建築物。 1888年1月21日，莊士敦於牧場中逝世，享年75歲。
莊士敦的遺孀後攜同其丈夫的遺體返回英格蘭， 並將之安葬於倫敦布朗普頓公墓。帕莉莎又聘請了英國建築師佐治·埃德蒙·斯特里特之胞弟亞瑟·埃德蒙·斯特里特（Arthur Edmund Street）設計天使教堂（Church of the Angels）以紀念莊士敦。斯特里特的設計源於位處英格蘭舒梨郡荷貝里聖瑪麗村的聖瑪麗教堂（St. Mary's Church），設計圖稿後曾由洛杉磯建築師恩斯特·科克斯黑德修改。:393 該教堂於1889年落成，既被註冊成為帕薩迪納其中一個歷史地標， 也是聖拉斐爾牧場中現存最著名的建築物。

## 以莊士敦命名的事物

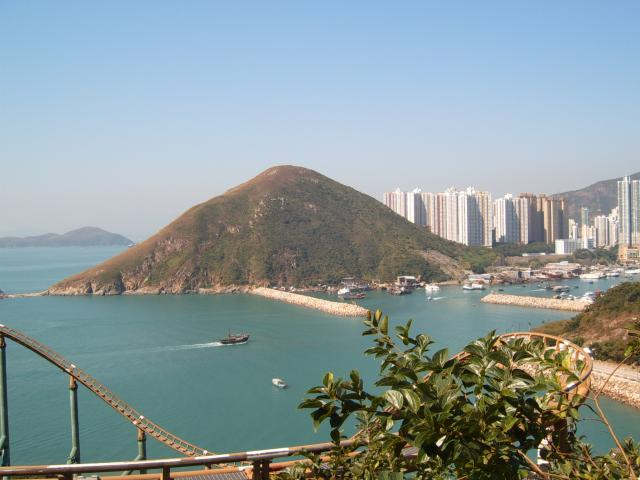
玉桂山

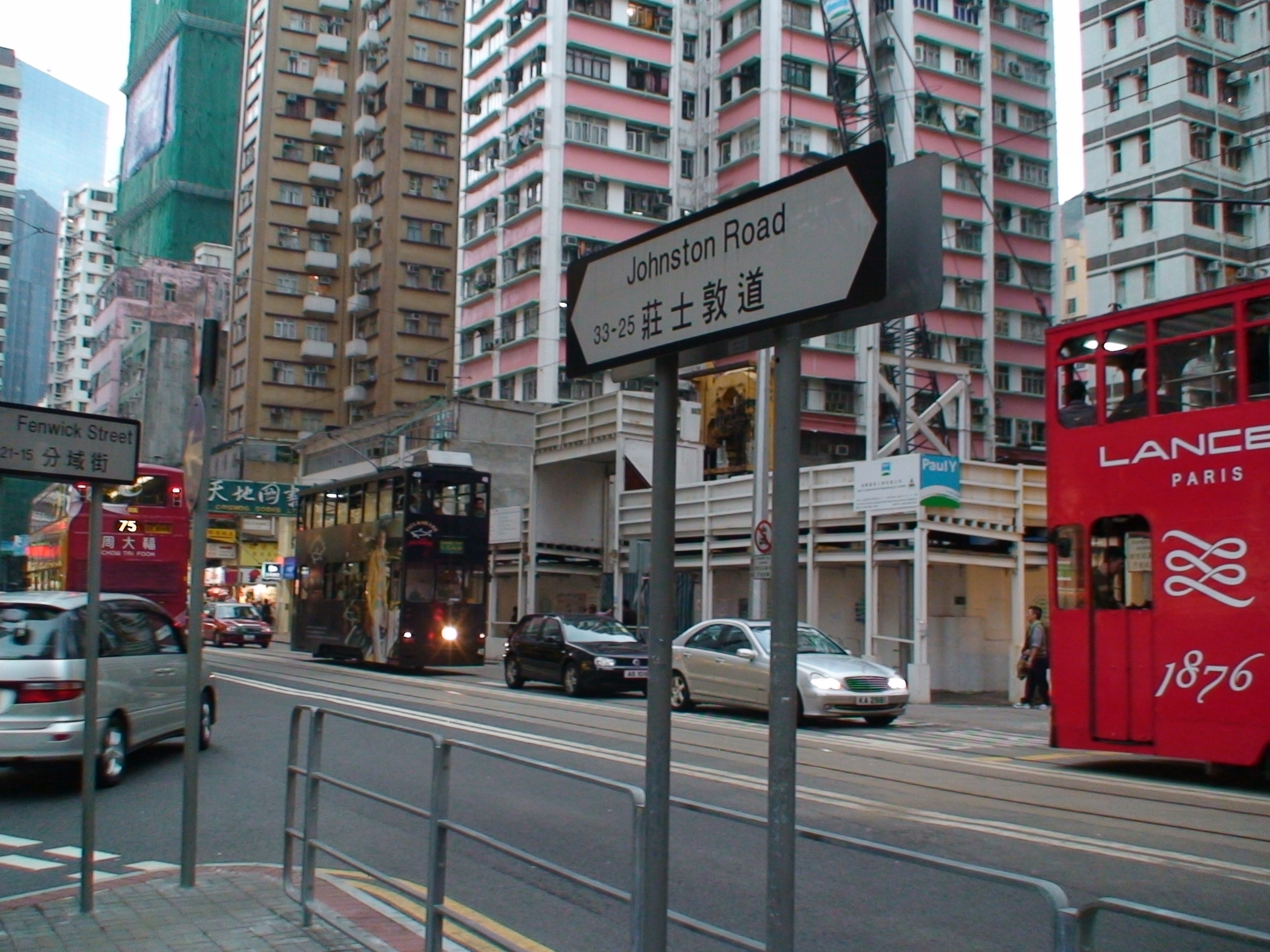
莊士敦道

- 前法國外方傳道會大樓，原名「莊士敦樓」，位於香港中環炮台里1號。1860年前後，莊士敦樓經擴建而成為一座樓高三層、附有地窖及兩座角樓的建築物。[22]:14 1915年，法國巴黎外方傳教會購入並重建大樓；重建工作於1917年完成，採用新古典主義建築風格，外觀自此維持至今。大樓曾先後用作日治時期日本憲兵總部、英屬香港政府臨時政府總部、教育司署辦事處、維多利亞城地方法院、香港最高法院以及政府新聞處辦事處。1989年被列為香港法定古蹟。1997至2015年間，大樓為香港終審法院的所在地。[37][22]:14-15
- 玉桂山，原名「莊士敦山」（Mount Johnston），位於香港鴨脷洲。[38] 1841年，為表揚莊士敦於香港開埠初期發展香港島的功勞，英國皇家海軍軍官及測量官愛德華·卑路乍在完成香港的測量工作後，於炮艦硫磺號上繪製香港全圖，並特意選取一座香港山頭以莊士敦命名。然而，有鑑於莊士敦乃義律的舊部屬，更是義律一手提拔的首任香港護理行政官，但義律因《穿鼻草約》不為英廷接納而下台，卑路乍最終只將距離香港島旁最接近的離島鴨脷洲的一座山命名為「莊士敦山」，即今日的玉桂山，而沒有以莊士敦命名位處香港島本身的山丘。[39]:104-105
- 莊士敦道，位於香港灣仔。原名「海旁東」，顧名思義，該道路所在地本為灣仔海旁，直至1921年香港政府開展海旁東填海計劃為止。[5]:112
- 莊士敦湖（Johnston Lake），位於美國加利福尼亞州帕薩迪納。[10]

## 外部連結
- 莊士敦 （页面存档备份，存于）在英國國家檔案館上的資料

| 官衔                   | 官衔                                         | 官衔                |
| ---------------------- | -------------------------------------------- | ------------------- |
| 前任者： 查理·義律爵士 | 香港護理行政官 1841年6月22日 – 1842年2月1日  | 繼任者： 砵甸乍爵士 |
| 前任者： 砵甸乍爵士    | 香港護理行政官 1842年6月13日 – 1842年12月2日 | 繼任者： 砵甸乍爵士 |